# Тензорное исчисление
Тензорное исчисление — раздел математики, изучающий тензоры и тензорные поля, подразделяется на тензорную алгебру, входящую в качестве основной части в полилинейную алгебру, и тензорный анализ, изучающий дифференциальные операторы на алгебре тензорных полей. Векторный анализ и матричная алгебра могут быть рассмотрены как частные разделы тензорного исчисления (в связи с обобщением в понятии тензора понятий вектора и матрицы).
Является одним из основных инструментов дифференциальной геометрии. В этом направлении тензорное исчисление было развито Туллио Леви-Чивитой и Грегорио Риччи (ранее тензорное исчисление также называли «исчислением Риччи»). Особое развитие исчисление получило в начале XX века в связи с его широким применением в релятивистской физике.
Является основным математическим языком, с помощью которого формулируются фундаментальные законы таких наук, как механика сплошной среды, физика твёрдого тела, электродинамика, теория относительности и её приложения. С точки зрения этих приложений важными направлениями в исчислении являются теория инвариантов тензоров и теория тензорных функций.